# Yongdu-dong
Yongdu-dong là dong, phường của Dongdaemun-gu ở Seoul, Hàn Quốc.

## Liên kết
- Bản đồ Dongdaemun-gu